# Presidenti a vita
Presidente a vita è il titolo assunto da alcuni dittatori per assicurare che la loro autorità o legittimità non vengano messe in discussione, pur cercando di mantenere, con tale titolo, una parvenza formale di istituzione democratica.

## Storia
Il primo episodio storico di un capo di Stato che estese indefinitamente i termini del suo mandato, in origine limitato nel tempo, fu il dittatore romano Giulio Cesare, che si proclamò dittatore perpetuo (spesso tradotto erroneamente in "dittatore a vita") nel 45 a.C. In epoca moderna un primo caso formalmente simile può essere visto nell'azione di Napoleone Bonaparte che fu insignito del titolo di "Primo Console a vita" nel 1802. Negli ultimi decenni numerosi dittatori, specie nei paesi africani post colonialisti, hanno adottato titoli simili. Nonostante ciò, molti dei leader che si proclamano "Presidente a vita" non riescono sempre a esercitare effettivamente la carica fino alla fine della loro esistenza: molti di essi vengono deposti prima, sebbene alcuni, come François Duvalier e Tito, ci siano riusciti.
Alcuni presidenti autoritari con una carriera molto lunga, come ad esempio Fidel Castro, che vengono frequentemente indicati come esempi di presidenti a vita, attualmente si sottopongono a periodiche tornate elettorali per il rinnovo del loro mandato, senza altri competitori e nonostante diversi gruppi di opposizione ne contestino la legittimità e i risultati. Anche Ferdinand Marcos rientra in questa categoria.

## Elenco di presidenti a vita
Elenco di leader che si sono proclamati Presidente a vita (ordinati per data di proclamazione):

### Storia antica
- Lucio Cornelio Silla (138 a.C. - 78 a.C.) dittatore perpetuo della Repubblica romana dall'81 a.C. - ritiratosi a vita privata nel 79 a.C.
- Gaio Giulio Cesare (100 a.C.- 44 a.C.) dittatore perpetuo della Repubblica romana dal 45 a.C. - assassinato nel 44 a.C.

### Storia contemporanea
- Napoleone Bonaparte (1769 - 1821) primo console a vita in Francia nel 1802 - Imperatore dal 1804 - deposto nel 1814
- Alexandre Sabès dit Pétion (1770 - 1818) ad Haiti nel 1808, morto durante la presidenza
- José Gaspar Rodríguez de Francia (1766 - 1840) del Paraguay nel 1816, morto durante la presidenza
- Antonio López de Santa Anna (1795 - 1876) - dittatore perpetuo del Messico dal 1853 - deposto da Benito Juarez nel 1855
- Rafael Carrera (1814 - 1865) del Guatemala nel 1854 - morto durante la presidenza
- Josip Broz Tito (1892 - 1980) in Jugoslavia nel 1963, morto durante la presidenza
- Sukarno (1901 - 1970) in Indonesia nel 1963 - deposto nel 1965
- François Duvalier (1907 - 1971) ad Haiti nel 1964, morto durante la presidenza
- Hastings Banda (1898 - 1997) del Malawi nel 1971 - sconfitto nelle elezioni del 1994
- Jean-Bédel Bokassa (1921 - 1996) della Repubblica Centrafricana nel 1972 - deposto nel 1979
- Francisco Macías Nguema (1924 - 1979) della Guinea Equatoriale nel 1972 - deposto nel 1979
- Habib Bourguiba (1903 - 2000) in Tunisia nel 1957 - deposto nel 1987
- Idi Amin Dada (1924 - 2003) in Uganda nel 1976 - deposto nel 1979
- Lennox Sebe (1926 - 1994) del Ciskei nel 1983 - deposto nel 1990
- Saparmyrat Nyýazow (1940 - 2006) in Turkmenistan nel 1999, morto durante la presidenza

### Presidenti di fatto
Elenco di leader che, anche senza una formale proclamazione, si sono resi di fatto inamovibili dalla loro carica:
- Abdelaziz Bouteflika (1937 -) in Algeria nel 1999, dimessosi nel 2019.
- Bashar al-Assad (1965 -) in Siria dal 2000 a dicembre 2024.
- Aljaksandr Lukašėnka (1954 -) in Bielorussia nel 1994, in carica.
- Nursultan Nazarbaev (1940 -) in Kazakistan nel 1990, dimessosi nel 2019.
- Gurbanguly Berdimuhamedow (1957 -) in Turkmenistan nel 2006, dimessosi nel 2022.
- Emomalī Rahmon (1952 -) in Tagikistan nel 1993, in carica.
- Kim Jong-un (1983 -) nella Corea del Nord nel 2011, in carica.
- Hun Sen (1952 -) in Cambogia nel 1985, in carica.
- Robert Mugabe (1924 - 2019) nello Zimbabwe nel 1980, deposto pacificamente il 21 novembre 2017.
- Isaias Afewerki (1945 -) in Eritrea nel 1993, in carica.
- Paul Biya (1933 -) in Camerun nel 1982, in carica.
- Yoweri Museveni (1944 -) in Uganda nel 1986, in carica.
- Paul Kagame (1957 -) in Ruanda nel 2000, in carica.
- José Eduardo dos Santos (1942 -) in Angola nel 1979, ritiratosi nel 2017.
- Teodoro Obiang Nguema Mbasogo (1942 -) in Guinea Equatoriale nel 1979, in carica.
- Omar al-Bashir (1944 -) in Sudan nel 1989, deposto da colpo di Stato nel 2019.
- Idriss Déby (1952 - 2021) in Ciad nel 1990, deceduto in circostanze non chiare nel 2021.
- Islom Karimov (1938 - 2016) in Uzbekistan nel 1990 - morto durante la presidenza nel 2016.
- Muʿammar Gheddafi (1942 - 2011) in Libia nel 1969, deposto e ucciso nel 2011.
- Nicolae Ceaușescu (1918 - 1989) in Romania nel 1968, deposto e ucciso nel 1989.
- Blaise Compaoré (1951 -) nel Burkina Faso nel 1987, deposto nel 2014.
- Juan Manuel de Rosas (1793 - 1877) in Argentina nel 1829 - deposto nel 1852.
- Adolf Hitler (1889 - 1945) in Germania nazista nel 1934 - morto durante la Seconda Guerra Mondiale nel 1945.
- António de Oliveira Salazar (1889 - 1970) in Portogallo nel 1932 - sostituito per inabilità fisica nel 1968.
- Francisco Franco (1892 - 1975) in Spagna nel 1939 - morto durante la presidenza nel 1975.
- Jorge Rafael Videla (1925 - 2013) dell'Argentina nel 1976 - deposto nel 1981.
- Anastasio Somoza García (1896 - 1956) in Nicaragua nel 1936 - morto durante la presidenza nel 1956.
- Stalin (1879 - 1953) in Unione Sovietica nel 1929 - morto durante la presidenza nel 1953.
- Augusto Pinochet (1915 - 2006) in Cile nel 1973 - sconfitto in un plebiscito del 1988.
- Chiang Kai-shek (1887 - 1975) in Repubblica di Cina nel 1928 - morto durante la presidenza nel 1975.
- Mao Tse-tung (1893 - 1976) in Cina nel 1949 - morto durante la presidenza nel 1976.
- Alfredo Stroessner (1912 - 2006) in Paraguay nel 1954 - deposto nel 1989.
- Hafiz al-Asad (1930 - 2000) in Siria nel 1970 - morto durante la presidenza nel 2000.
- Saddam Hussein (1937 - 2006) in Iraq nel 1979 - deposto e catturato dalle truppe statunitensi e inglesi nel 2003.
- Ante Pavelić (1889 - 1959) in Iugoslavia nel 1941 - deposto da Tito nel 1945.
- Pol Pot (1925 - 1998) in Cambogia nel 1976 - deposto ufficialmente nel 1979 e realmente nel 1998.
- Fulgencio Batista (1901 - 1973) a Cuba nel 1952 - deposto da Fidel Castro nel 1959.
- Sani Abacha (1943 - 1998 in Nigeria nel 1993 - morto durante la presidenza nel 1998.
- Kim Il-sung (1912 - 1994) nella Corea del Nord nel 1948 - morto durante la presidenza nel 1994; tuttora in carica come presidente eterno.
- Kim Jong-il (1941 - 2011) nella Corea del Nord nel 1994 - morto durante la presidenza nel 2011.
- Mobutu Sese Seko (1930 - 1997) nello Zaire nel 1965 - deposto nel 1997
- Yuan Shikai (1859 - 1916) in Cina nel 1915 - deposto nel 1916
- Kwame Nkrumah (1909 - 1972) nel Ghana nel 1964 - deposto da un colpo di Stato nel 1966